# Società Sportiva Fiammamonza 1999-2000
Questa voce raccoglie le informazioni riguardanti la Società Sportiva Fiammamonza nelle competizioni ufficiali della stagione 1999-2000.

## Rosa
Rosa aggiornata alla fine della stagione.
| N. |                   | Ruolo | Calciatrice     |
| -- | ----------------- | ----- | --------------- |
|    | Italia (bandiera) | C     | Paola Balconi   |
|    | Italia (bandiera) | D     | Barbara Bonini  |
|    | Italia (bandiera) | C     | Marzia Colleoni |
|    | Italia (bandiera) | C     | Martina Cortesi |
|    | Italia (bandiera) | D     | Sara Costa      |
|    | Italia (bandiera) | C     | Laura Donghi    |
|    | Italia (bandiera) | A     | Jenny Gazzetta  |
|    | Italia (bandiera) | C     | Giannella       |
|    | Italia (bandiera) | A     | Monica Iustoni  |
|    | Italia (bandiera) | A     | Silvana Locati  |
|    | Italia (bandiera) | D     | Marta Longoni   |

| N. |                   | Ruolo | Calciatrice          |
| -- | ----------------- | ----- | -------------------- |
|    | Italia (bandiera) | P     | Abigail Fenella Noli |
|    | Italia (bandiera) | A     | Debora Novelli       |
|    | Italia (bandiera) | D     | Stefania Panzini     |
|    | Italia (bandiera) | A     | Alessandra Rota      |
|    | Italia (bandiera) | D     | Viviana Schiavi      |
|    | Italia (bandiera) | C     | Daniela Stracchi     |
|    | Italia (bandiera) | C     | Elisabetta Tona      |
|    | Italia (bandiera) | D     | Annarita Vantaggiato |
|    | Italia (bandiera) | C     | Laura Zangari        |
|    | Italia (bandiera) | D     | Stefania Zerboni     |